# Daniel Goldhagen
Daniel Jonah Goldhagen (Boston, 30 giugno 1959) è uno scrittore statunitense.
Già professore associato di scienze politiche e studi sociali alla Harvard University, lavora ora al Minda de Gunzburg Center for European Studies della stessa università. Goldhagen ha ottenuto fama internazionale quale autore di due libri particolarmente controversi sulla Shoah: nel 1996 I volenterosi carnefici di Hitler, divenuto un best seller in tutto il mondo, e uno sul ruolo tenuto dalla Chiesa cattolica durante l'Olocausto, nel 2002.

## Vita
Goldhagen è figlio di Erich Goldhagen, già professore di Harvard e ebreo sopravvissuto all'Olocausto nel ghetto ebraico di Černivci; Goldhagen assegna al padre il merito di aver creato in famiglia la struttura mentale per una discussione intellettuale della Shoah. Goldhagen ha passato la sua gioventù a Newton, Massachusetts prima di essere ammesso a Harvard, dove il suo interesse sulle origini dell'Olocausto fu stimolato da una conferenza del 1983 tenuta da Saul Friedländer. Goldhagen nel 1996 disse al The New York Times che «tutti si chiedevano il perché un ordine venisse dato, ma mai perché venisse eseguito». La sua ricerca lo portò a passare 14 mesi a Ludwigsburg, in Germania, per esaminare documentazioni pertinenti, prima di tornare a Harvard e raccogliere tale materiale in un primo libro.

## Opere

### I volenterosi carnefici di Hitler
Goldhagen elucida la sua tesi che i tedeschi ordinari non solo seppero, ma sostennero l'Olocausto, in base a un particolare e virulento antisemitismo eliminazionista che era parte integrante della loro identità, e che si era sviluppato nei secoli precedenti. Egli sottolinea che l'antisemitismo è il fondamento della seconda guerra mondiale e la precondizione, diffusa in Germania e Austria, per l'Olocausto, la condizione sine qua non che gli storici hanno trascurato per quanto riguarda la volontà di uccidere gli ebrei. Al libro subito arrise un grande, dirompente, ma contestato successo. Secondo il The New York Times, I volonterosi carnefici di Hitler appena uscito attirò grande ostilità in Germania, e successivamente lanciò un dibattito critico su scala nazionale in tale nazione. Dopo le fasi iniziali di aspre critiche e di dinieghi da parte di Germania e Austria nel corso del 1996, alla fine del 1996 Goldhagen ottenne il riconoscimento per la sua tesi.
Alla fine del 1996 Goldhagen visitò Berlino per partecipare al dibattito in televisione e in conferenze sempre con "tutto esaurito". Goldhagen vinse il "Premio Gabriel A. Almond" della American Political Science Association in politica comparativa e ricevette il prestigioso Democracy Prize nel 1997 dalla rivista tedesca Journal for German and International Politics, con la causale "...grazie alla penetrante qualità e forza morale della sua presentazione, Daniel Goldhagen ha scosso profondamente la coscienza del pubblico tedesco." La laudatio, vinta per la prima volta dal 1990, fu presentata da Jürgen Habermas e Jan Philipp Reemtsma.

### Una questione morale

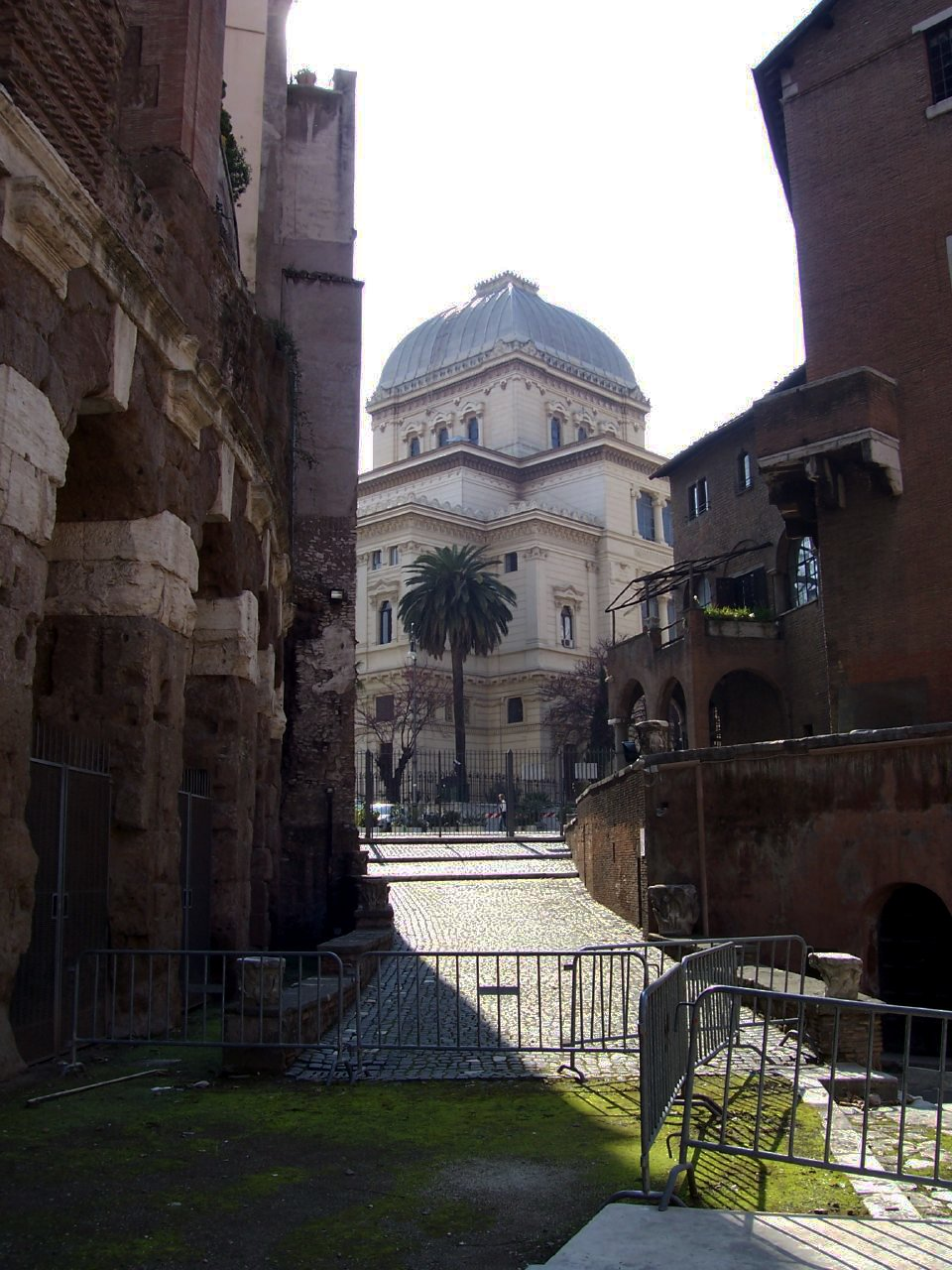
Sinagoga di Roma

Il secondo libro di Goldhagen, Una questione morale: la Chiesa cattolica e l'Olocausto, un resoconto di quello che secondo lui fu il ruolo della Chiesa cattolica nell'Olocausto, ha di nuovo incontrato furiose polemiche, ottenendo alternativamente lodi e forti critiche. Goldhagen scrisse il libro a seguito di una richiesta de The New Republic di recensire alcune opere su Papa Pio XII e l'Olocausto. Il libro è stato criticato per aver "sfruttato l'Olocausto ad uso della sua agenda anti-cattolica" e per scadente ricerca accademica, tra cui la mancanza di fonti primarie e la presenza di errori storici.
Goldhagen comunque a suo tempo affermò in un'intervista su The Atlantic che il titolo (inglese) e la prima pagina del libro rivelano il suo scopo quale analisi morale, piuttosto che storica, asserendo inoltre di aver invitato rappresentanti europei della Chiesa cattolica a presentare il loro specifico resoconto storico nella discussione sulla morale e la riparazione delle colpe. Papa Giovanni Paolo II, con la sua visita di riconciliazione e perdono alla Sinagoga di Roma, sembra aver così sostenuto le tesi di Goldhagen.